# Portbail
Portbail (auch Port-Bail) ist eine Ortschaft und eine Commune déléguée in der französischen Gemeinde Port-Bail-sur-Mer mit 1.492 Einwohnern (Stand 1. Januar 2022) im Département Manche in der Region Normandie. 
Mit Wirkung vom 1. Januar 2019 wurden die ehemaligen Gemeinden Saint-Lô-d’Ourville, Portbail und Denneville zur Commune nouvelle Port-Bail-sur-Mer zusammengeschlossen und haben in der neuen Gemeinde den Status einer Commune déléguée. Der Verwaltungssitz befindet sich im Ort Portbail. Sie gehörte zum Arrondissement Cherbourg und zum Kanton Les Pieux.

## Lage
Die Ortschaft liegt am Rande des Regionalen Naturparks Marais du Cotentin et du Bessin (französisch Parc naturel régional des Marais du Cotentin et du Bessin), der den Ort an der Mündung der Ollonde an der Westküste der Halbinsel Cotentin prägt. 

## Bevölkerungsentwicklung
| Jahr      | 1962  | 1968  | 1975  | 1982  | 1990  | 1999  | 2009  |
| Einwohner | 1.431 | 1.499 | 1.591 | 1.707 | 1.654 | 1.675 | 1.671 |

## Sehenswürdigkeiten
Die wehrhafte romanische Kirche Notre-Dame aus dem 11. Jahrhundert hat noch ihre originalen, schlichten Kapitelle. Sie steht als Monument historique ebenso unter Denkmalschutz wie das hinter dem Rathaus liegende frühchristliche Baptisterium. Das achteckige Taufbecken stammt aus dem 5. Jahrhundert.  
Der Ort ist Endpunkt der zehn Kilometer langen Touristenbahn Train Touristique du Cotentin.

## Partnergemeinden
Partnergemeinden von Portbail sind Grouville auf Jersey und seit 1985 das niedersächsische Wienhausen.